# Route I/18 (Slovaquie)
Pour les articles homonymes, voir I18 et Route 18.
La I/18 (en slovaque : cesta I. triedy 18) est une route slovaque de première catégorie reliant la frontière tchèque à Michalovce. Elle mesure 352,4 km.

## Tracé
- République tchèque 35
- Région de Žilina
  - Makov
  - Kolárovice
  - Bytča
  - Dolný Hričov
  - Žilina
  - Strečno
  - Vrútky
  - Martin
  - Sučany
  - Turany
  - Kraľovany
  - Stankovany
  - Ľubochňa
  - Hubová
  - Ružomberok
  - Ivachnová
  - Liptovský Mikuláš
  - Podtureň
  - Liptovský Hrádok
  - Kráľova Lehota
  - Hybe
  - Východná
  - Važec
- Région de Prešov
  - Štrba
  - Mengusovce
  - Svit
  - Poprad
  - Hozelec
  - Švábovce
  - Hôrka
  - Jánovce
  - Spišský Štvrtok
  - Dravce
  - Levoča
  - Spišský Hrhov
  - Klčov
  - Nemešany
  - Spišské Podhradie
  - Beharovce
  - Široké
  - Fričovce
  - Hendrichovce
  - Bertotovce
  - Chminianska Nová Ves
  - Svinia
  - Prešov
  - Kapušany
  - Lipníky
  - Hanušovce nad Topľou
  - Bystré
  - Čierne nad Topľou
  - Hlinné
  - Soľ
  - Čaklov
  - Vranov nad Topľou
  - Nižný Hrabovec
- Région de Košice
  - Strážske
  - Voľa
  - Nacina Ves
  - Petrovce nad Laborcom
  - Michalovce